# Yan Wang Preston
Yan Wang Preston est une photographe, médecin et alpiniste d'origine chinoise et vivant en Grande Bretagne.

## Biographie
Née dans la province de Henan en Chine au sein d'une famille de médecins, elle suit des études de médecine à l'université de Shanghai pour "faire plaisir à son père". Elle exerce ensuite pendant trois ans comme anesthésiste dans son pays d'origine.
En 2005, elle rencontre Neil Preston, son futur mari britannique, lors d'une expédition d'escalade. Elle quitte alors la Chine pour s'installer au Royaume-Uni. A la faveur de ce déménagement, elle décide de se lancer dans la photographie au niveau professionnel, un art qu'elle pratiquait comme un hobby depuis la fin de ses études. Dès 2006, ses photographies sont exposées à la National Portrait Gallery à Londres.
Elle entreprend alors la même année une maîtrise de photographie au Bradford college à temps partiel. Elle prépare ensuite un doctorat à l'Université de Plymouth. C'est dans ce cadre qu'elle se lance dans le projet de photographie des 6211km du fleuve Yangtze.

## Projets photographiques
En 2010, elle commence à photographier le fleuve Yangtze sur toute sa longueur à des intervalles de 100 km. Elle produit ainsi 62 clichés qui aboutiront au projet "Mother River". Son projet se poursuit même durant sa grossesse. Il dure quatre ans et nécessite de suivre en 4X4 les méandres du fleuve dans des conditions parfois extrêmes. Ses photographies offrent de nouvelles perspectives sur la Chine, les paysages traditionnels cohabitant avec la modernité.
Son projet photographique "Forest", mené en parallèle, examine la plantation des arbres dans les villes chinoises. Yan Wang Preston a passé huit ans (2010-2017) à enquêter sur la politique de recréation des forêts et de l’environnement "naturel". À Chongqing, une ville de 30 millions d’habitants, elle a suivi l’évolution d’arbres matures transplantés dans un nouvel environnement urbain selon la politique de reforestation dans la région (qui préfère cette technique à la plantation de jeunes plants). Elle entend par là questionner les effets sur l'environnement de la modernité et de la croissance économique "Forest" a été publié sous forme de monographie par Hatje Cantz en 2018.

## Vie privée
Yan Wang Preston est la mère d'une fille. Elle vit à Hebden Bridge dans le Yorkshire avec son mari depuis 2010 et enseigne à l'Université de Huddersfield depuis 2018. La région du Yorkshire sera le sujet de son prochain travail.

## Expositions et résidence
Elle a été artiste en résidence au Swatch Art Peace Hotel à Shangai du 2 octobre au 30 novembre 2013. Elle présente Mother River au pavillon Swatch de l'Arsenal de Venise en 2015. Elle a exposé à l'Impression Gallery de Bradford de mars à juin 2017 et à la Messums Gallery à Londres en 2022.

## Prix et distinctions
En 2019, elle est nommée parmi cent héroïnes par la Royal Photographic Society.
"Forest" a remporté le premier prix Syngenta Photography Award en 2017 et le premier prix de la catégorie Paysage professionnel des Sony World Photography Awards en 2019.